# Liste des choix de repêchages des Barons de Cleveland
Cette liste contient tous les joueurs de hockey sur glace ayant été repêchés par les Barons de Cleveland, ancienne franchise de la Ligue nationale de hockey. Les joueurs listés ci-dessus n'ont pas obligatoirement joué un match sous le maillot de l'équipe.
Elle regroupe les joueurs du Repêchage de 1976 organisé par la LNH en 1975-1976 et du Repêchage de 1977 organisé par la LNH en 1976-1977. La saison suivante, l’équipe fusionne avec les North Stars du Minnesota,. Les joueurs sont classés par année de repêchage. Les deux premières colonnes donnent le rang et le tour duquel le joueur a été repêché suivis de son nom, de sa nationalité et de sa position de jeu.

## Les repêchages amateurs

### 1976
| No | Tour | Nom             | Nationalité | Position      |
| -- | ---- | --------------- | ----------- | ------------- |
| 5  | 1er  | Björn Johansson | Suède       | Défenseur     |
| 23 | 2e   | Vern Stenlund   | Canada      | Centre        |
| 41 | 3e   | Mike Fidler     | États-Unis  | Ailier gauche |
| 59 | 4e   | Warren Young    | Canada      | Centre        |
| 77 | 5e   | Darcy Regier    | Canada      | Défenseur     |
| 79 | 5e   | Calvin Sandbeck | États-Unis  | Défenseur     |
| 95 | 6e   | Jouni Rinne     | Finlande    | Attaquant     |

### 1977
| No  | Tour | Nom             | Nationalité | Position      |
| --- | ---- | --------------- | ----------- | ------------- |
| 5   | 1er  | Mike Crombeen   | Canada      | Ailier droit  |
| 23  | 2e   | Daniel Chicoine | Canada      | Ailier droit  |
| 41  | 3e   | Reginald Kerr   | Canada      | Centre        |
| 42  | 3e   | Guy Lash        | Canada      | Ailier droit  |
| 59  | 4e   | John Baby       | Canada      | Défenseur     |
| 77  | 5e   | Owen Lloyd      | Canada      | Défenseur     |
| 95  | 6e   | Jeff Allan      | Canada      | Défenseur     |
| 113 | 7e   | Mark Toffolo    | États-Unis  | Défenseur     |
| 128 | 8e   | Grant Eakin     | Canada      | Ailier gauche |